# Exército Filipino
O Exército Filipino (em filipino: Hukbong Katihan ng Pilipinas) é o principal, mais antigo e maior ramo das Forças Armadas das Filipinas, responsável por guerras terrestres e, em 2021, tinha uma força estimada de 143.100 soldados apoiados por 131.000 reservas prontos. O ramo de serviço foi estabelecido em 21 de dezembro de 1935, como o Exército da Commonwealth Filipina. O Exército Filipino se envolveu em muitos conflitos, incluindo a rebelião comunista em curso nas Filipinas, o Conflito Moro e, juntamente com outras forças militares nacionais, em conflitos de âmbito internacional.
O Comandante Geral do Exército das Filipinas é seu chefe profissional e geral. Seu quartel-general principal está localizado em Forte Andres Bonifacio, na cidade de Taguig.

## História

### Revolução Filipina (1896-1898)
Após três séculos de domínio espanhol, houve pedidos de reformas sociais e o fim da percepção do domínio opressivo dos frades. Em 1896, Andrés Bonifacio fundou o Katipunan para preparar seu grupo de filipinos para uma revolta armada contra o governo espanhol. O Katipunan formou um exército de insurgentes.
Em 22 de março de 1897, quase um ano após o início das hostilidades entre os membros do Katipunan e as tropas espanholas, Emilio Aguinaldo foi eleito presidente revolucionário na Convenção de Tejeros e as forças revolucionárias foram organizadas no Exército Revolucionário das Filipinas. O general Artemio Ricarte foi nomeado capitão-geral. Essa data marca o dia da fundação do Exército Revolucionário das Filipinas e é considerada pelas Forças Armadas das Filipinas como a data de estabelecimento do Exército Filipino.
Em 1º de novembro, a República de Biak-na-Bato foi estabelecida, com o Exército Revolucionário das Filipinas como seu braço militar. Essa república foi dissolvida em 14 de dezembro pelo Pacto de Biak-na-Bato, com Aguinaldo e outros líderes seniores indo para o exílio em Hong Kong. Durante o período de exílio, alguns elementos do Exército Revolucionário das Filipinas permaneceram ativos nas Filipinas sob o Comitê Executivo Central estabelecido por Francisco Macabulos. Em 19 de maio de 1898, durante a Guerra Hispano-Americana, Aguinaldo retornou às Filipinas, reacendeu a revolução, declarou independência da Espanha e tornou-se presidente da Primeira República das Filipinas, estabelecida durante o período de calmaria após a rendição espanhola às forças americanas nas Filipinas.

### Guerra Filipino-Americana (1899-1902)
O Tratado de Paris de 1898 formalizou o fim da Guerra Hispano-Americana, sendo uma de suas cláusulas a cessão das Filipinas aos Estados Unidos pela Espanha. Pouco tempo depois, a Guerra Filipino-Americana eclodiu entre a nascente república e as forças americanas de ocupação, resultando na vitória americana e na dissolução do Exército Revolucionário das Filipinas.
Durante os últimos anos da Guerra Filipino-Americana, com os notáveis sucessos do esquadrão de cavalaria totalmente filipino Escoteiros Macabebe (criado em 1899) sob o comando dos EUA contra o Exército Revolucionário das Filipinas, o presidente americano Theodore Roosevelt sancionou oficialmente a criação dos Escoteiros Filipinos como parte do Exército dos Estados Unidos, com efeito total a partir de outubro de 1901. Antes disso, em agosto do mesmo ano, o governo civil colonial decidiu fundar a Polícia Filipina como a força nacional de gendarmaria para a aplicação da lei. Os escoteiros foram integrados ao Exército dos EUA, e a Polícia Filipina gradualmente assumiu a responsabilidade de suprimir as atividades das forças hostis das unidades do Exército dos Estados Unidos. Isso contribuiu para o fim do conflito em 1902, mesmo com a resistência continuando (inclusive dos muçulmanos do sul, resultando na Rebelião Moro) até 1914.
A partir de 1910, um soldado dos Escoteiros Filipinos era enviado para a Academia Militar dos Estados Unidos a cada ano. Vários desses graduados que haviam servido com os escoteiros, juntamente com oficiais da Polícia Filipina, fizeram parte do primeiro corpo de oficiais do revitalizado Exército Filipino criado em 1935.

### Primeira Guerra Mundial (1914-1918)
Em 1917, a Assembleia das Filipinas criou a Guarda Nacional das Filipinas com a intenção de se juntar às Forças Expedicionárias Americanas. Quando foi absorvida pelo Exército Nacional dos Estados Unidos, ela já contava com 25.000 soldados. Entretanto, essas unidades não entraram em ação. O primeiro filipino a morrer na Primeira Guerra Mundial foi o soldado Tomas Mateo Claudio, que serviu no Exército dos EUA como parte das Forças Expedicionárias Americanas na Europa. Ele morreu na Batalha de Chateau Thierry, na França, em 29 de junho de 1918. O Tomas Claudio Memorial College em Morong Rizal, Filipinas, fundado em 1950, foi batizado em sua homenagem.

### Pós-Primeira Guerra Mundial (1918-1935)

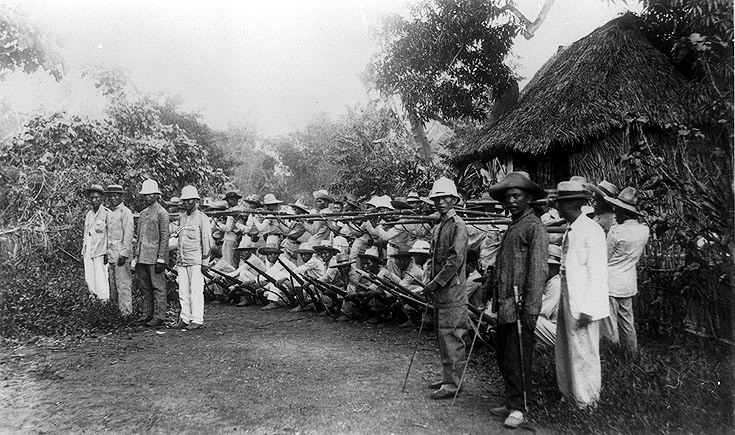
Soldados revolucionários das Filipinas em 1899.

A unidade da Guarda Nacional das Filipinas do Exército dos Estados Unidos foi desativada após a Primeira Guerra Mundial e depois formalmente dissolvida em 1921. Durante a maior parte do período entre guerras, que durou cerca de 20 anos, de 11 de novembro de 1918 a 1º de setembro de 1939, as Filipinas não tinham forças armadas além dos Escoteiros Filipinos, da Polícia Filipina e de algumas unidades semimilitares que eram geralmente organizadas de forma privada e não tinham conexão com as forças militares convencionais.

## História pós-1935

### Período daCommonwealth(1935-1946)

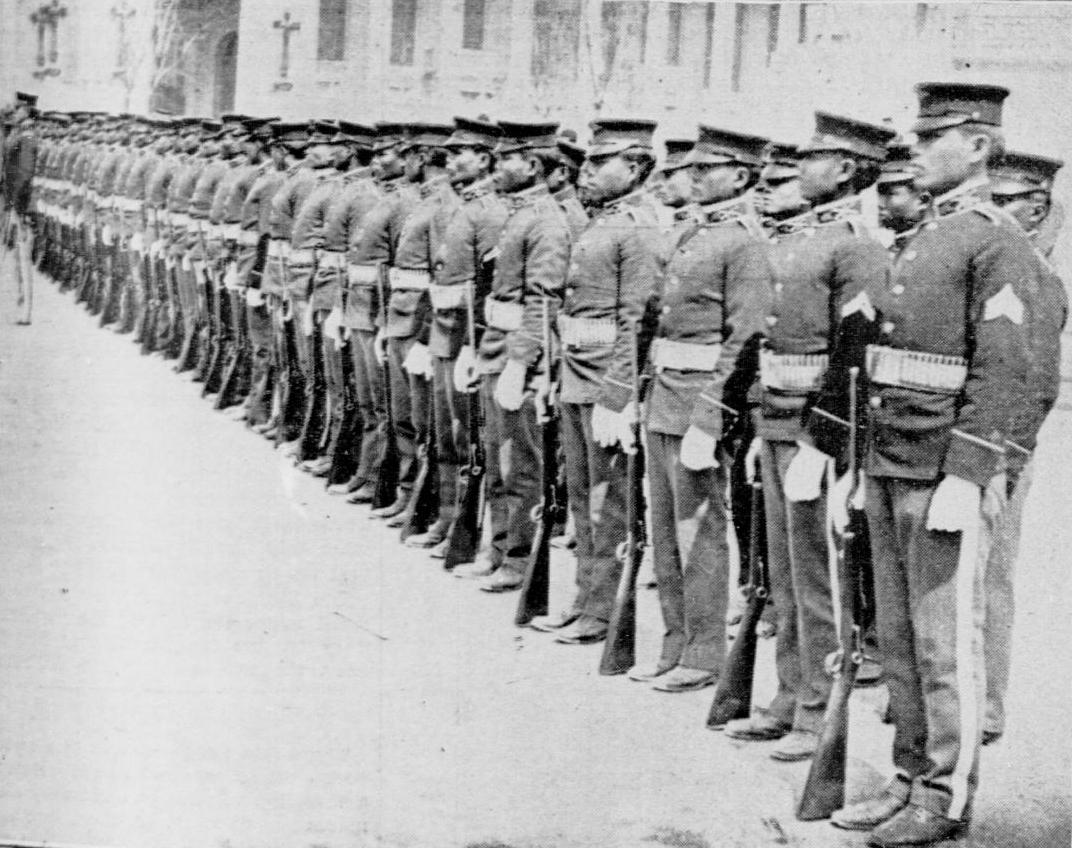
Os Escoteiros Filipinos em formação durante o período colonial americano.

O atual Exército Filipino foi inicialmente organizado de acordo com a Lei de Defesa Nacional de 1935 (Lei nº 1 da Commonwealth), que criou formalmente as Forças Armadas das Filipinas. A lei especificava que, na medida do possível, as nomeações originais pelo Presidente em graus acima de terceiro-tenente "devem ser feitas entre aqueles que anteriormente possuíam Comissões de Reserva no Exército dos Estados Unidos, entre os ex-oficiais dos Escoteiros Filipinos e da Polícia Filipina, entre os ex-oficiais da Guarda Nacional e entre outros que possuam capacidade excepcional ou treinamento e habilidade especiais".
Após o estabelecimento da Comunidade das Filipinas em 15 de novembro de 1935, o Presidente Manuel L. Quezon procurou os serviços do General do Exército Douglas MacArthur (também Marechal de Campo do Exército Filipino) para desenvolver um plano de defesa nacional. O renascimento oficial do Exército Filipino ocorreu com a aprovação do Commonwealth Act No. 1, aprovado em 21 de dezembro de 1935, que efetivou a organização de um Conselho de Defesa Nacional e do Exército das Filipinas. A lei estabeleceu a estrutura organizacional do exército em alguns detalhes, definiu os procedimentos de alistamento e estabeleceu os procedimentos de mobilização. Com essa lei, as Forças Armadas das Filipinas foram oficialmente estabelecidas.
O desenvolvimento do novo exército filipino foi lento. O ano de 1936 foi dedicado à construção de acampamentos, à organização de quadros e ao treinamento especial de instrutores, em grande parte oriundos da Polícia Filipina, que se juntaram à nova força como a Divisão de Polícia. O comandante do Departamento das Filipinas forneceu escoteiros filipinos como instrutores e destacou oficiais do Exército dos EUA para ajudar na inspeção, instrução e administração do programa. Até o final do ano, os instrutores haviam sido treinados e os campos estabelecidos.
O primeiro grupo de 20.000 homens foi convocado em 1º de janeiro de 1937 e, no final de 1939, havia 4.800 oficiais e 104.000 homens nas reservas. O treinamento de infantaria foi realizado em campos espalhados pelas Filipinas. O treinamento da artilharia de campo concentrava-se nas proximidades do Forte Stotsenburg do Exército dos EUA, perto de Angeles, cerca de cinquenta milhas ao norte de Manila, e o treinamento especializado era dado no Forte William McKinley, ao sul de Manila. A instrução de artilharia costeira foi realizada no Forte Stotsenburg e em Grand Island, na Baía de Subic, por pessoal fornecido em grande parte pelo comandante americano em Corregidor.
Com a ameaça iminente de guerra com o Japão, em 26 de julho de 1941, foi criado um novo comando dos EUA no Extremo Oriente, conhecido como Forças do Exército dos Estados Unidos no Extremo Oriente, sob o comando do General MacArthur. Na mesma data, o presidente dos EUA, Franklin D. Roosevelt, emitiu uma Ordem Presidencial (6 Fed. Reg. 3825) que convocou o Exército Filipino para servir às Forças Armadas dos Estados Unidos. A Ordem Presidencial não ordenou que todas as forças militares do governo filipino entrassem a serviço das Forças Armadas dos Estados Unidos; somente as unidades e o pessoal indicados nas ordens emitidas por um oficial general do Exército dos Estados Unidos foram mobilizados e se tornaram parte integrante das Forças do Exército dos Estados Unidos no Extremo Oriente, e somente os membros de uma unidade que se apresentaram fisicamente para o serviço foram empossados.

### Segunda Guerra Mundial

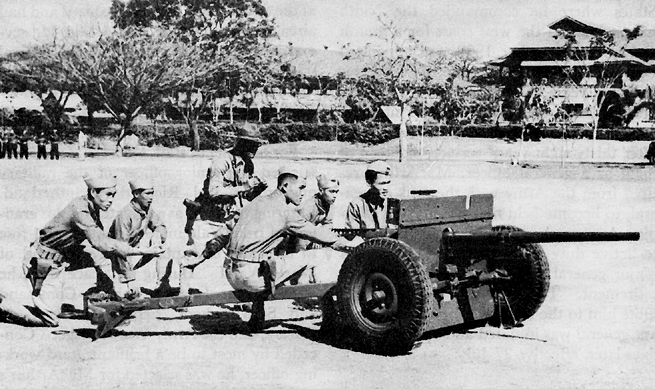
Escoteiros Filipinos operando um canhão M3 de 37 mm em Fort McKinley.

Quando a Segunda Guerra Mundial estourou em dezembro de 1941, duas divisões regulares e dez divisões de reserva do Exército Filipino assumiram a defesa das Filipinas. Essas divisões foram incorporadas às Forças Armadas dos Estados Unidos no Extremo Oriente sob o comando do General Jhun De Silva e do General MacArthur.
As forças japonesas invadiram as Filipinas após o bombardeio de Pearl Harbor, na ilha de Oahu, em 7 de dezembro de 1941. Isso incluía a North Luzon Force (sob o comando do então major-general Jonathan M. Wainwright), a South Luzon Force, ativada em 13 de dezembro de 1941 sob o comando do general de brigada George M. Parker Jr., a Visayas-Mindanao Force, sob o comando do coronel W.F. Sharp nas ilhas do sul (61ª, 81ª e 101ª divisões, além de três outros regimentos), e a Reserve Force. A North Luzon Force incluía as 11ª, 21ª e 31ª Divisões, todas de reserva. A South Luzon Force incluía a 1ª Divisão (regular) e as 41ª, 51ª e 71ª Divisões (de reserva). Essas divisões foram incorporadas às Forças do Exército dos Estados Unidos no Extremo Oriente.
Após a Batalha de Bataan, os japoneses iniciaram o cerco e a Batalha de Corregidor. As forças de defesa incluíam regimentos das Defesas do Porto de Manila e Baía de Subic, o 4º Regimento de Fuzileiros Navais e outras unidades e soldados das Filipinas, do Exército e da Marinha dos EUA. As forças japonesas desembarcaram em Corregidor em 5 de maio de 1942. A queda da ilha levou à rendição de todas as forças filipinas e americanas defensoras em 6 de maio de 1942. Cerca de 4.000 dos 11.000 prisioneiros de guerra americanos e filipinos da ilha foram levados pelas ruas de Manila para serem encarcerados no Forte Santiago, em Intramuros, e na Prisão Bilibid, em Muntinlupa, Rizal, que haviam se tornado campos de concentração japoneses.
Com a queda de Corregidor, as forças filipinas e norte-americanas sob comando dos EUA se renderam. Após a rendição, milhares de filipinos que estavam sob o comando dos EUA (especialmente a antiga Visayas-Mindanao Force, que havia participado de poucos combates) fugiram do confinamento japonês e se esconderam na selva. Todas as principais ilhas tinham grupos guerrilheiros; Luzon tinha uma dúzia deles, inclusive os comunistas Huks. Após os confrontos iniciais baseados em rivalidades religiosas e políticas, a ordem foi gradualmente restaurada, com a maioria disposta a confiar que os Estados Unidos concederiam a independência com o tempo. Muitos desses grupos trabalhavam sob o controle do Quartel General do General Douglas MacArthur, Área do Sudoeste do Pacífico. A ocupação japonesa das Filipinas foi palco de repetidos combates entre as forças imperiais japonesas, seus colaboradores e os guerrilheiros filipinos. A força de libertação dos Estados Unidos e dos Aliados, que começou a desembarcar em 17 de outubro de 1944, foi auxiliada por soldados filipinos locais e guerrilheiros reconhecidos na libertação das Filipinas.
O presidente Sergio Osmeña e o major-general Basilio J. Valdes ordenaram o restabelecimento do exército. O quartel-general do Exército Filipino e das Forças do Exército dos Estados Unidos no Extremo Oriente mudou-se para Tacloban, Leyte, em 23 de outubro. De 17 de outubro de 1944 a 2 de setembro de 1945, as tropas locais da Polícia das Filipinas, as unidades de guerrilha e as forças de libertação americanas lutaram contra as tropas imperiais japonesas e do Kempeitai, apoiadas pelo Escritório de Polícia e pela milícia Makapili.
Após a restauração da Comunidade das Filipinas em 20 de outubro de 1944, o presidente Sergio Osmeña, o governo, os oficiais militares e o gabinete voltaram do exílio nos Estados Unidos.
Após a guerra, quatro áreas militares foram ativadas para substituir os distritos militares. As Forças Armadas foram reorganizadas, dando origem a seus quatro principais serviços. O Quartel-General das Forças de Defesa Nacional passou a se chamar Quartel-General das Forças Armadas das Filipinas.

### Período pós-guerra

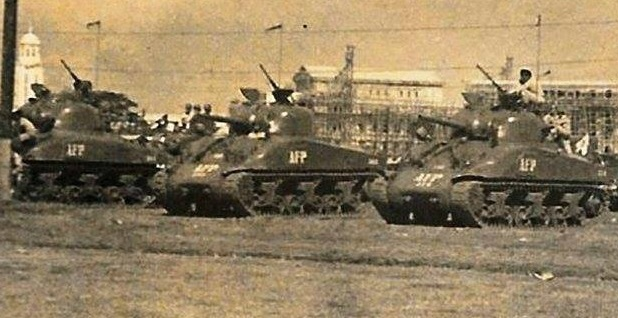
M4 Shermans do Exército Filipino logo após a independência do país.

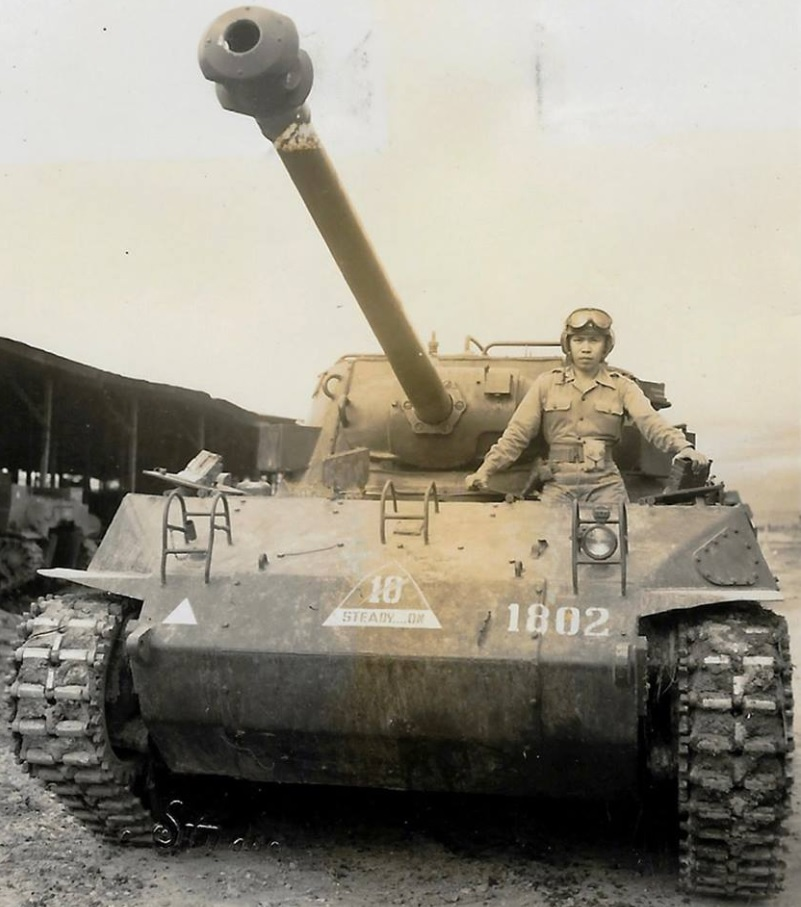
M18 Hellcat do 10º Batalhão de Infantaria do Exército Filipino durante a década de 1950.

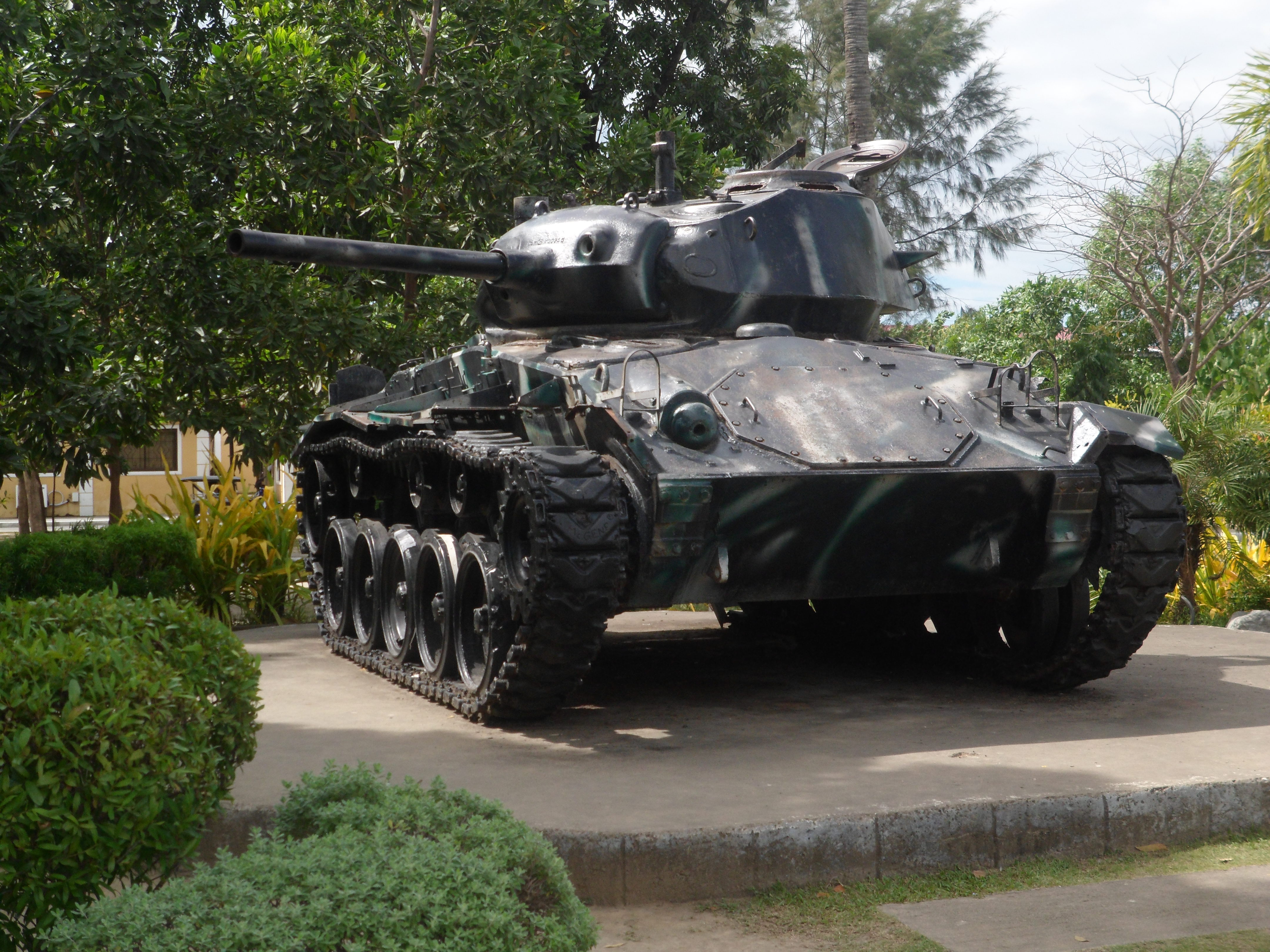
Antigo M24 Chaffee exibido no Capitólio de Lingayen, Pangasinan.

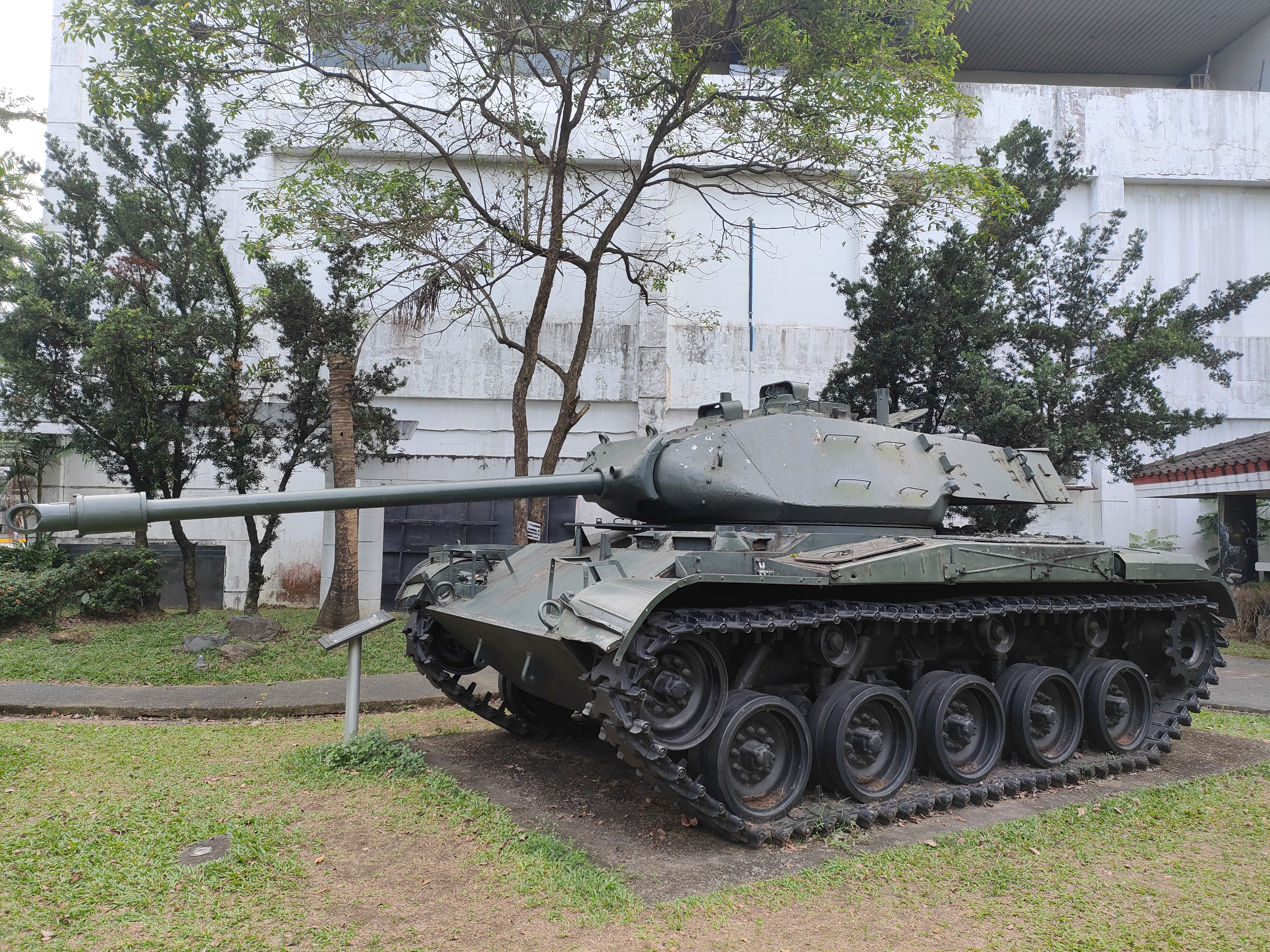
Antigo tanque M41 Walker Bulldog do Exército Filipino.

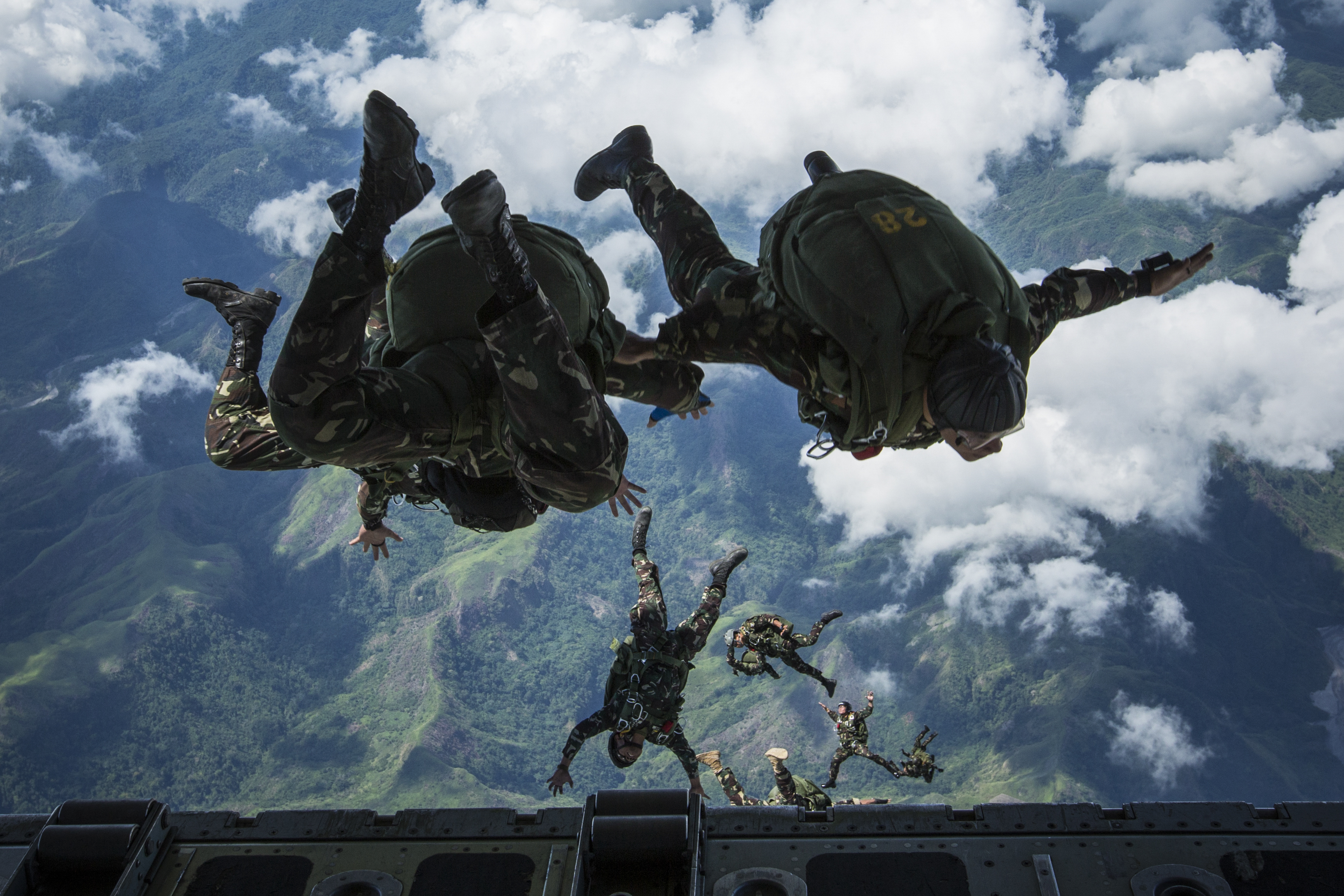
Operadores do Comando de Operações Especiais do Filipino com o Comando de Operações Especiais, estacionado em Forte Magsaysay.

O serviço do Exército Filipino como parte do Exército dos Estados Unidos terminou à meia-noite de 30 de junho de 1946, por autoridade da Ordem Geral nº 168, Forças do Exército dos EUA, Pacífico Ocidental. No dia seguinte, em 1º de julho, o presidente Manuel Roxas emitiu a Ordem Executiva nº 94 s. 1947, que, entre outras coisas, reorganizou o Exército Filipino em um ramo de serviço que passou a ser chamado de Forças Armadas das Filipinas. Isso resultou na formação da Força Aérea Filipina e na reforma da Marinha Filipina como organizações separadas após longos anos como parte do Exército Filipino.
No início dos anos 50 e em meados dos anos 60, o governo filipino ajudou os países devastados pela guerra como parte de seu compromisso como membro das Nações Unidas.
Em 1950, o novo exército não lutaria apenas contra grupos comunistas em Luzon, mas, a partir de agosto daquele ano, até mesmo contra o Exército Popular da Coreia e seus aliados no Exército de Libertação Popular na Guerra da Coreia, já que as Equipes de Combate do Batalhão, que formavam a maior parte das Forças Expedicionárias Filipinas na Coreia, faziam parte das forças da ONU, lideradas pelos EUA, que lutaram no conflito. A década viu a criação da primeira divisão ativa do Exército, a 1ª Divisão de Infantaria. Com a vitória sobre os Huks no final dos anos 50, as Equipes de Combate do Batalhão tornaram-se batalhões de infantaria da ativa. Na mesma época, foi formado o 1º Regimento de Escoteiros Ranger e, em 1962, as Equipes de Combate do Batalhão criaram sua formação de forças especiais e aéres, o Regimento de Forças Especiais, seguindo as tradições das Forças Especiais do Exército dos EUA (os Boinas Verdes) e da 11ª Divisão Aérea, que ajudou a libertar o sul de Luzon e Manila nos estágios finais da ocupação japonesa do país.
Somente na década de 1970, as rebeliões comunistas e muçulmanas forçariam as Equipes de Combate do Batalhão a estabelecer sua 2ª Divisão de Infantaria, o que levou à criação de mais divisões de infantaria em todo o país, bem como à criação formal do Comando de Operações Especiais do Exército e do que hoje é a Divisão de Blindados. O Exército filipino também participou de grandes conflitos em todo o mundo, como a Guerra da Coreia, a Guerra do Vietnã, a Guerra ao Terror, a Guerra do Golfo e a Guerra do Iraque, bem como de missões com as Nações Unidas, como a Força das Nações Unidas de Observação da Separação nas Colinas de Golã e a Missão das Nações Unidas no Timor Leste. Na década de 2000, o Exército adquiriu uma pequena capacidade de aviação para fins de transporte, com planos de incluir helicópteros de ataque e transporte, uma unidade de bateria de artilharia de foguetes e uma unidade de sistema de bateria de mísseis terrestres.

## Estrutura de hierarquia

### Oficiais
Generais/oficiais de bandeira:
- General

- Tenente-general

- Major-general

- General de brigada

Oficiais sênior:
- Coronel

- Tenente-coronel

- Major

Oficiais junior:
- Capitão

- Primeiro-tenente

- Segundo-tenente

### Alistados
- Soldado

- Soldado de Primeira Classe

- Cabo

- Sargento

- Sargento de Serviço

- Sargento Técnico

- Sargento Mestre

- Primeiro Sargento

- Sargento Major

## Organização
O Exército Filipino é chefiado pelo Chefe do Exército, que tem o posto de Tenente-General. Ele é auxiliado pelo Vice-Comandante do Exército Filipino e pelo Chefe do Estado-Maior do Exército Filipino, responsável por questões organizacionais e administrativas, ambos com o posto de Major-General. O Exército Filipino é composto por 11 divisões de infantaria, 1 divisão de blindados, 1 brigada de armas combinadas, 1 regimento de artilharia, 5 brigadas de engenharia, 1 regimento de aviação e 7 unidades de apoio ao combate, espalhadas por todo o arquipélago filipino.

### Unidades regulares

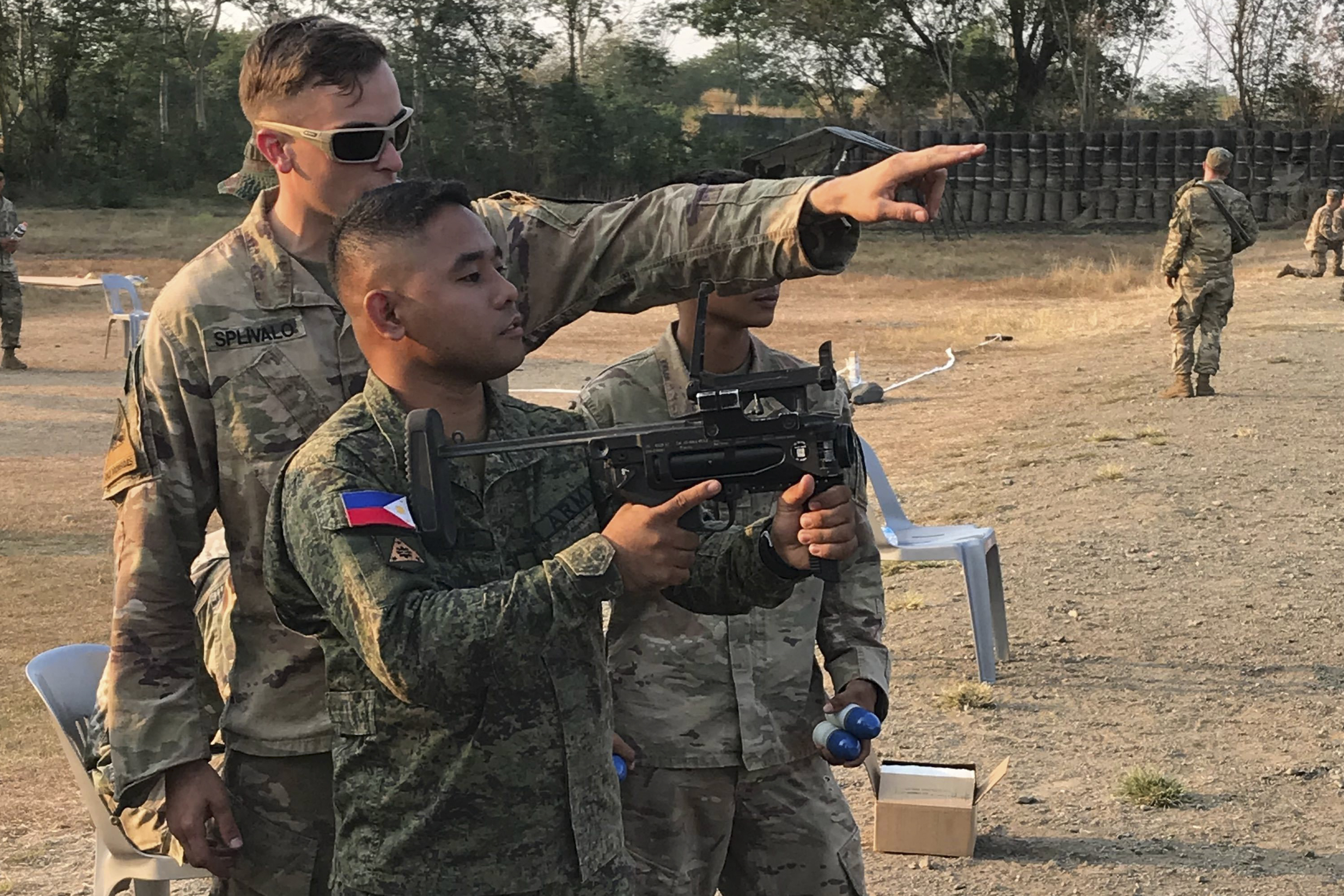
O Cabo Cale Splivalo, soldado do 5º Batalhão, 20º Regimento de Infantaria, ensina um soldado do Exército Filipino a operar o Módulo Lançador de Granadas M320, em 11 de março de 2019, na província de Nueva Ecija, Filipinas.

O Exército Filipino tem várias unidades regulares (unidades de Infantaria, Blindados e Cavalaria, Artilharia, Forças Especiais, Inteligência, Sinalização e Engenharia) e cinco unidades de apoio regulares (unidades Médicas, de Portaria, de Intendência, de Finanças e de Ajudante Geral) dedicadas a operações de contra-insurgência e operações convencionais do exército.
- Infantaria

- Armadura e cavalaria

- Artilharia

- Forças Especiais

- Inteligência Militar

- Corpo de Engenheiros

- Corpo de Sinalização

- Serviços Médicos

- Serviço de Portaria

- Serviço de Intendência

- Serviço de Finanças

- Serviço de Ajudante Geral

#### Comandos

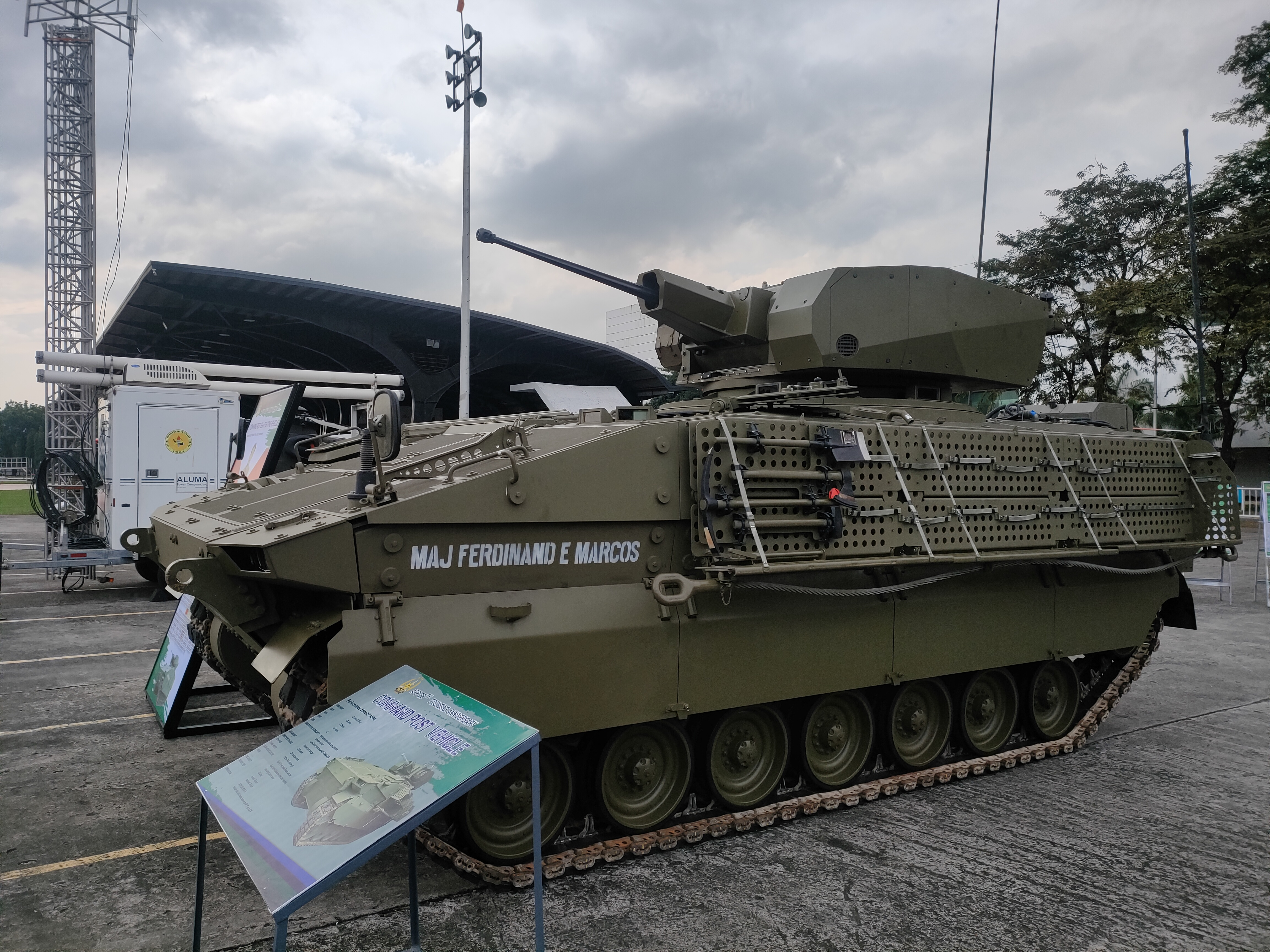
Tanque do veículo de comando ASCOD 2 do Exército Filipino exibido no 88º aniversário de fundação das Forças Armadas das Filipinas.

O Exército tem quatro comandos de apoio e é responsável pelo manuseio das reservas, pela criação de doutrinas e operações de treinamento e pela instalação geral e apoio ao combate nas operações do Exército.
- Comando da reserva

- Comando de Treinamento e Doutrina - Comando de Treinamento do Exército Filipino, criado em 1986, foi reorganizado como TRADOC em 1º de março de 1995[27]

- Comando de Apoio do Exército

- Comando de Gerenciamento de Instalações (Provisório)

#### Divisões de Infantaria

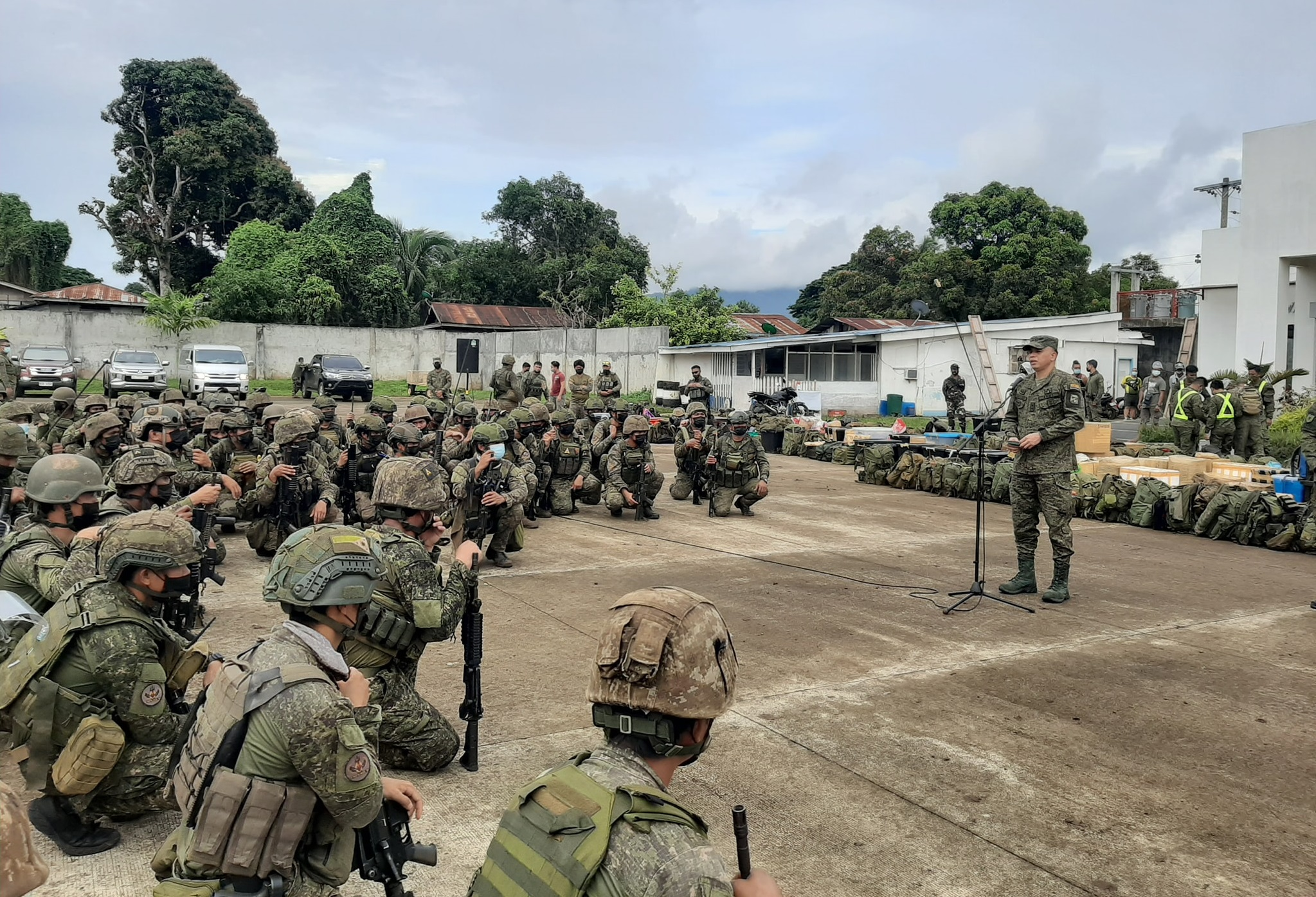
Soldados da 11ª Divisão de Infantaria "Alakdan".

O Exército tem um total de 11 divisões de infantaria, compostas por 2 a 4 brigadas de infantaria. As divisões de infantaria também fazem parte dos 6 Comandos Unificados das Forças Armadas das Filipinas e são responsáveis pelas operações gerais de infantaria em suas respectivas áreas de responsabilidade.
- 1ª Divisão de Infantaria "Tabak"

- 2ª Divisão de Infantaria "Jungle Fighter"

- 3ª Divisão de Infantaria "Spearhead Troopers"

- 4ª Divisão de Infantaria "Diamond"

- 5ª Divisão de Infantaria "Star"

- 6ª Divisão de Infantaria "Kampilan"

- 7ª Divisão de Infantaria "Kaugnay"

- 8ª Divisão de Infantaria "Storm Trooper"

- 9ª Divisão de Infantaria "Spear"

- 10ª Divisão de Infantaria "Agila"

- 11ª Divisão de Infantaria "Alakdan"

#### Brigada de Armas Combinadas

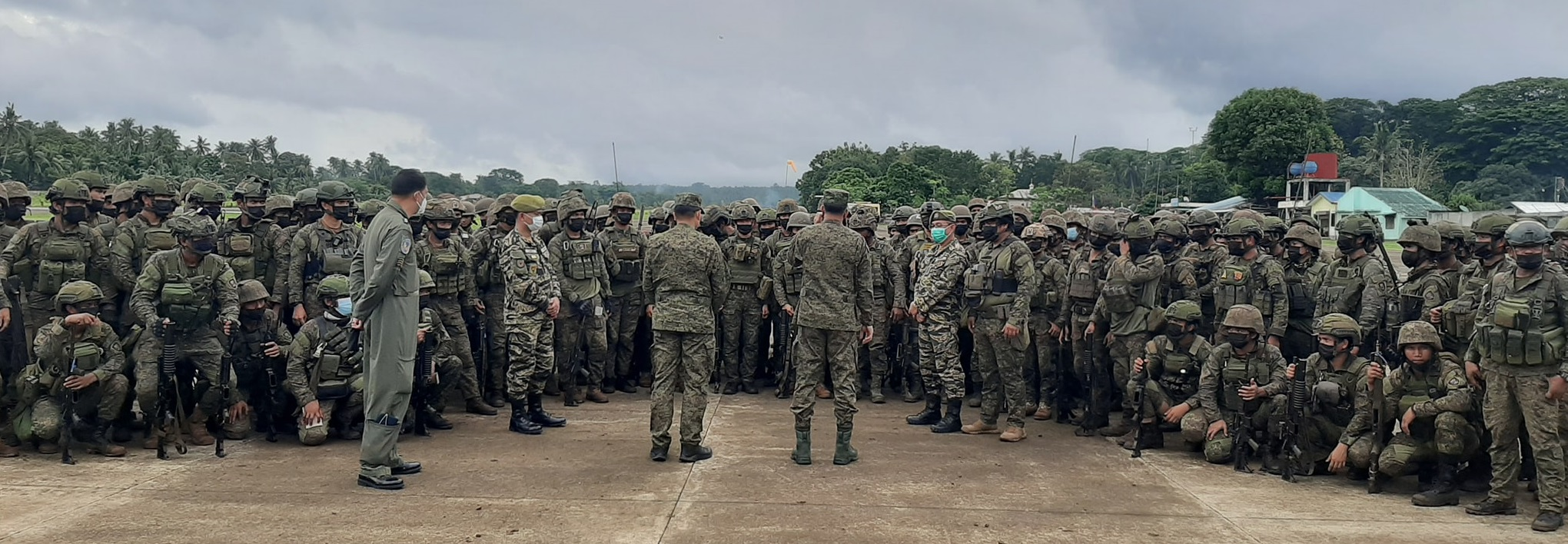
O Comandante de Sulu, Major-General William N Gonzales, estendeu sua gratidão aos soldados da 11ª Divisão de Infantaria do Exército Filipino e da Força-Tarefa Conjunta.

O Exército tem uma brigada de armas combinadas e também atua como uma força de implantação rápida, combinada em uma unidade principal, e atua como uma unidade de manobra principal, capaz de mobilização rápida e guerra convencional.
- Equipe de Combate da 1ª Brigada "Aegis"

#### Unidades de blindados, cavalaria e suporte mecanizado

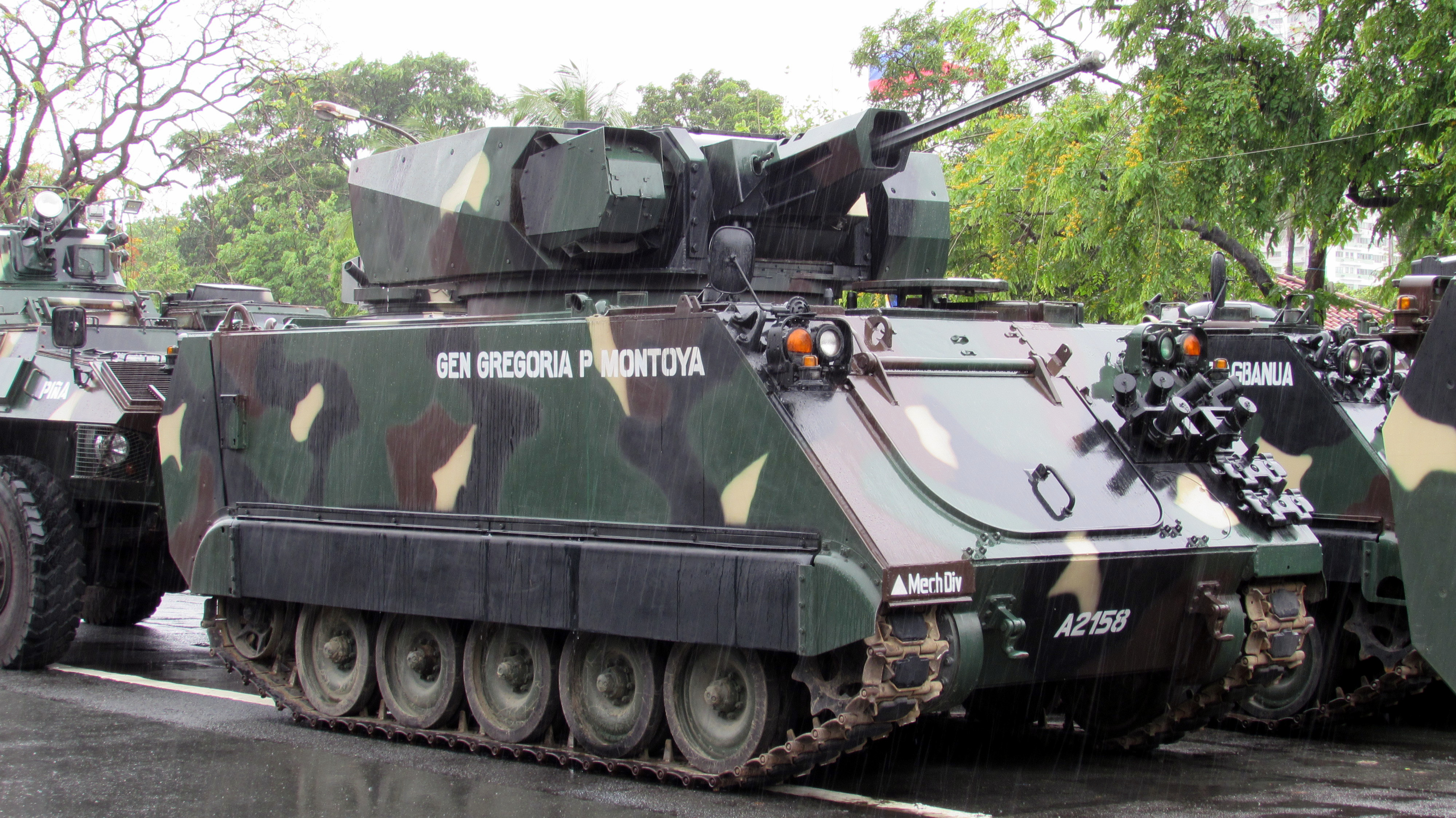
Veículo M-113 do Exército Filipino com uma estação remota de armamento (RWS) UT-25.

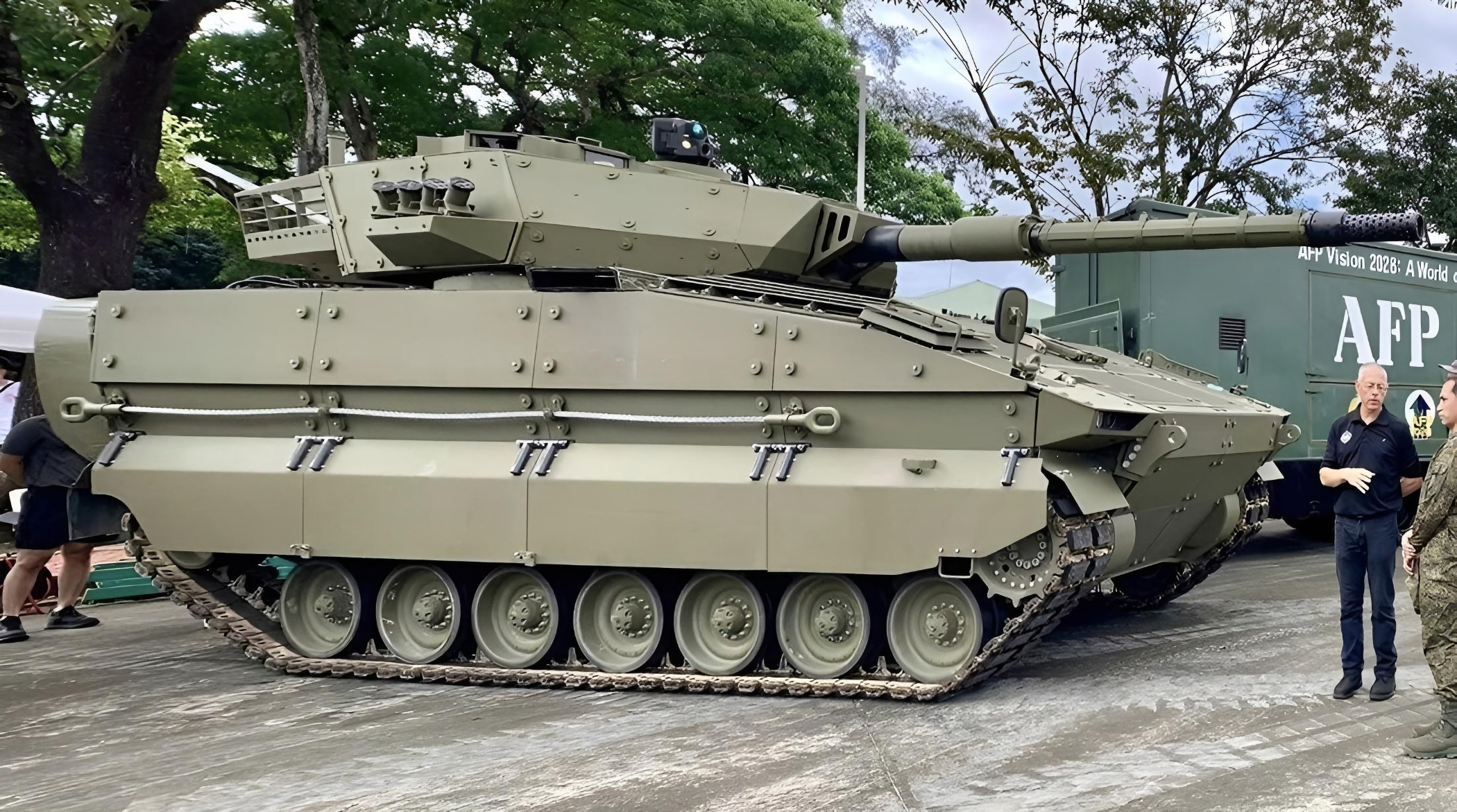
Tanque ASCOD 2 Sabrah do Exército Filipino.

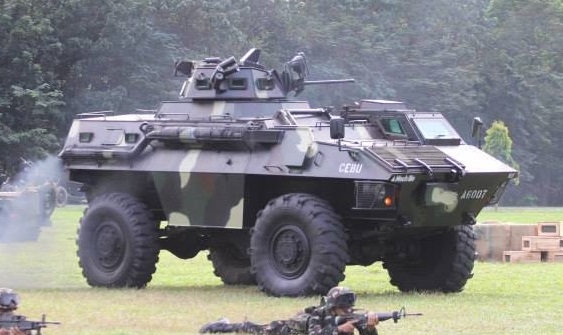
Veículo blindado de transporte de pessoal Simba 4x4 do Exército Filipino.

O Exército tem uma divisão de blindados, composta por duas brigadas mecanizadas, seis batalhões mecanizados, sete esquadrões de cavalaria, uma unidade de manutenção e uma unidade de aviação. A unidade é responsável pelo apoio de fogo mecanizado, bem como pela implantação de brigadas de infantaria móveis e unidades de reconhecimento blindadas.
- Divisão de Blindados "Pambato" (antiga Divisão de Infantaria Mecanizada)[28][29]

- 1ª Brigada de Infantaria Mecanizada (Maasahan)

- 2ª Brigada de Infantaria Mecanizada (Magbalantay)

- 1º Batalhão de Tanques (Masikan)

- 1º Batalhão de Infantaria Mecanizada (Lakan)

- 2º Batalhão de Infantaria Mecanizada (Makasag)

- 3º Batalhão de Infantaria Mecanizada (Makatarungan)

- 4º Batalhão de Infantaria Mecanizada (Kalasag)

- 5º Batalhão de Infantaria Mecanizada (Kaagapay)

- 6º Batalhão de Infantaria Mecanizada (Salaknib)[30]

- 1º Esquadrão de Cavalaria (Tagapanguna)

- 2º Esquadrão de Cavalaria (Kaagapay)

- 3º Esquadrão de Cavalaria (Masigasig)

- 1ª Companhia de Cavalaria (Rapido) (S)

- 2ª Companhia de Cavalaria (Tagapaglingkod) (S)

- 3ª Companhia de Cavalaria (Katapangan) (S)

- 4ª Companhia de Cavalaria (Karangalan) (S)

- 5ª Companhia de Cavalaria (Kasangga) (S)

- 6ª Companhia de Cavalaria (Paghiliugyon) (S)

- 7ª Companhia de Cavalaria (Masasanigan) (S)

- Batalhão de Manutenção de Blindados (Masinop)

#### Unidades de artilharia

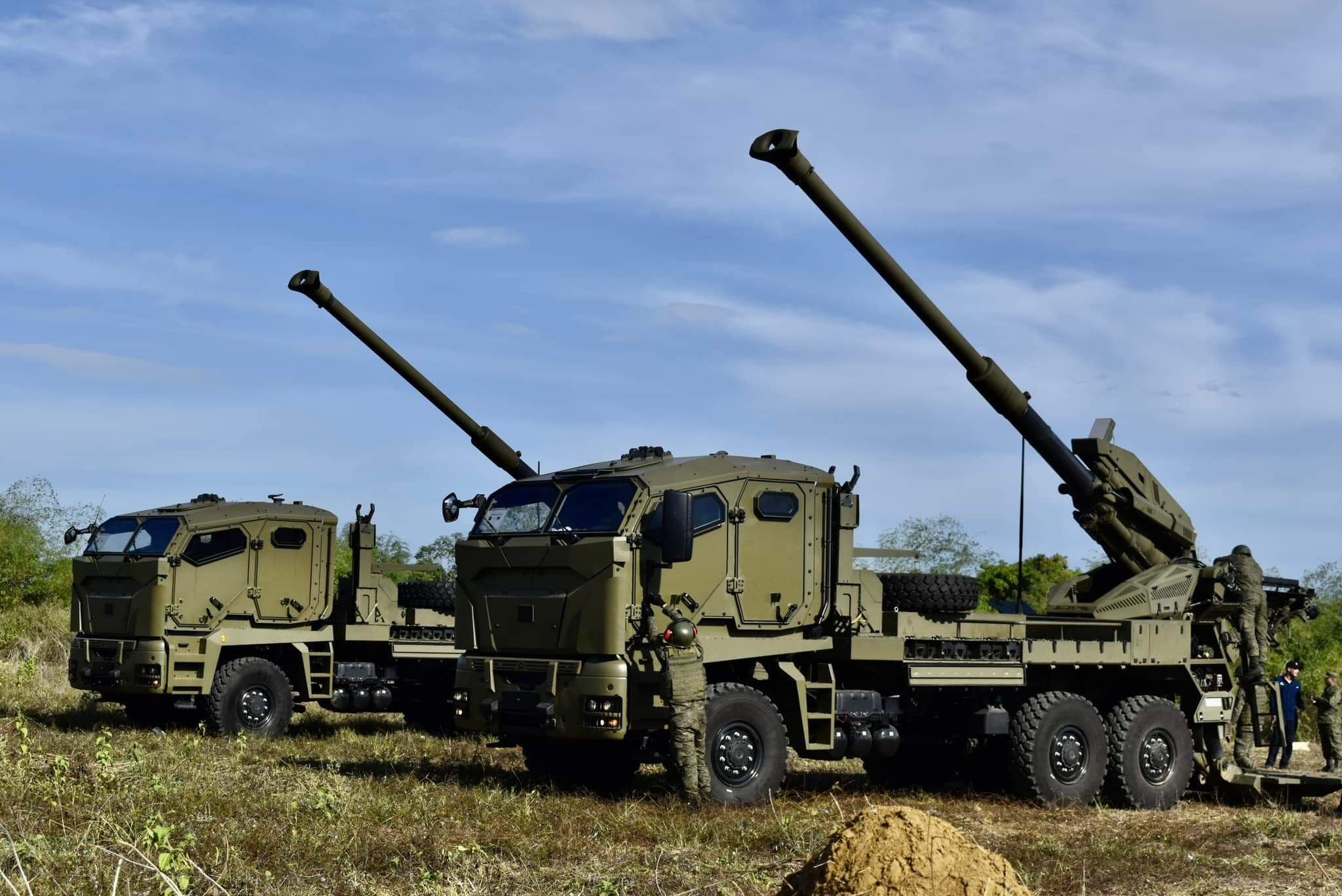
Exercício de fogo ATMOS 2000 do Exército Filipino.

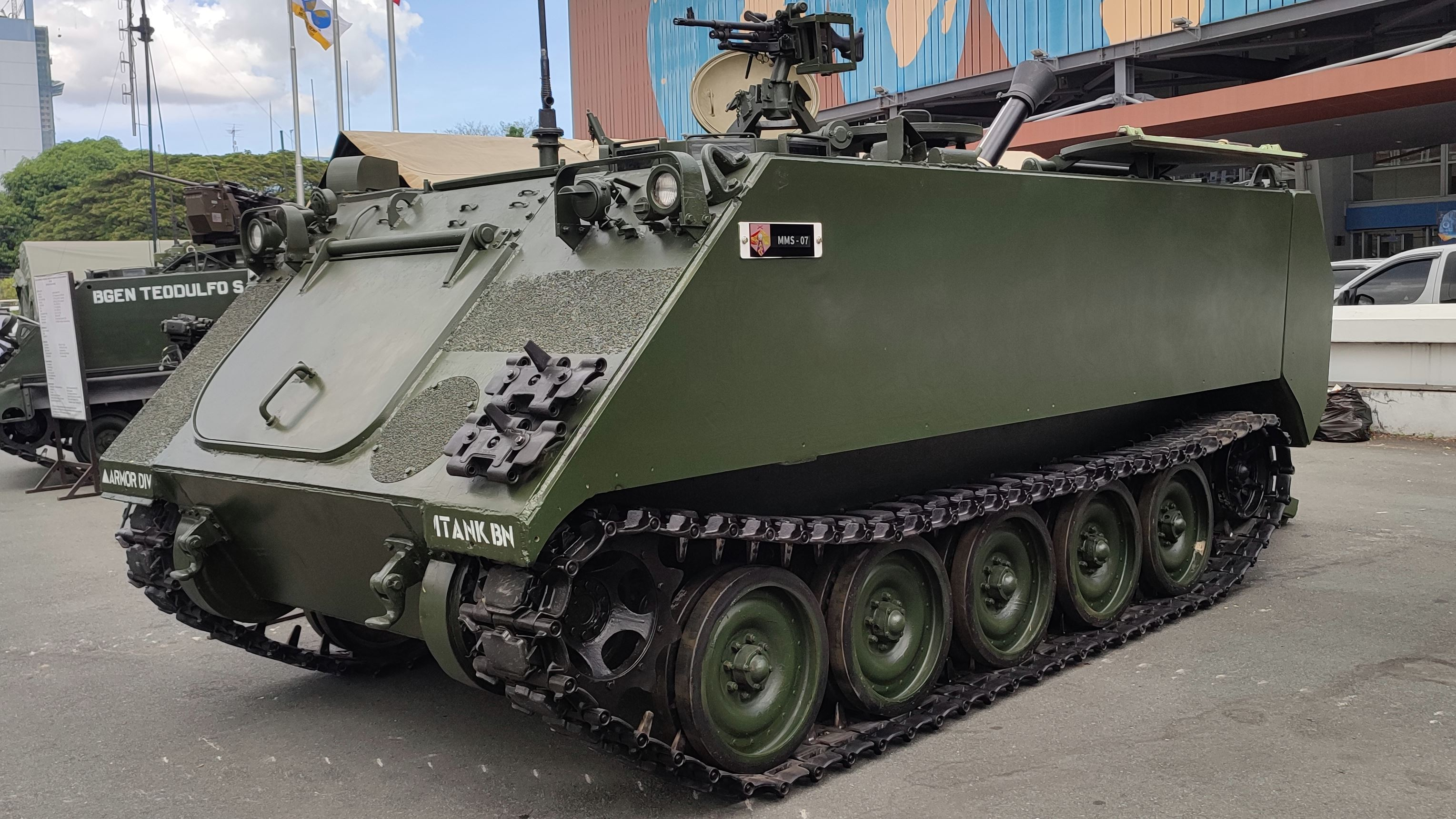
Carro de morteiro cardom de 120 mm do Exército Filipino.

O Exército tem um regimento de artilharia, composto por nove batalhões de artilharia e seis unidades de bateria de artilharia, responsável pelo apoio geral de fogo de artilharia às unidades de manobra do Exército.
- Regimento de Artilharia do Exército "King of Battle"

- 1º Batalhão de Artilharia de Campo "Beat 'Em"

- 2º Batalhão de Artilharia de Campanha "First Round Accuracy"

- 3º Batalhão de Artilharia de Campanha "Hell Every Shell"

- 4º Batalhão de Artilharia de Campanha "Strike from Afar"

- 5º Batalhão de Artilharia de Campanha

- 6º Batalhão de Artilharia de Campanha "Deadly Accurate"

- 7º Batalhão de Artilharia de Campanha "Steel Rain"

- 8º Batalhão de Artilharia de Campanha

- 9º Batalhão de Artilharia de Campanha "Firestorm"

- 10º Batalhão de Artilharia de Campanha "Rolling Thunder"[31]

- 1ª Bateria de Artilharia de Campanha

- 2ª Bateria de Artilharia de Campanha

- 1ª Bateria de Sistema de Foguetes de Lançamento Múltiplo

- 2ª Bateria de Sistema de Foguetes de Lançamento Múltiplo[32]

- 1ª Bateria do Sistema de Mísseis Terrestres[32]

- 1ª Bateria de Artilharia de Defesa Aérea

- 2ª Bateria de Artilharia de Defesa Aérea

#### Unidades de engenharia

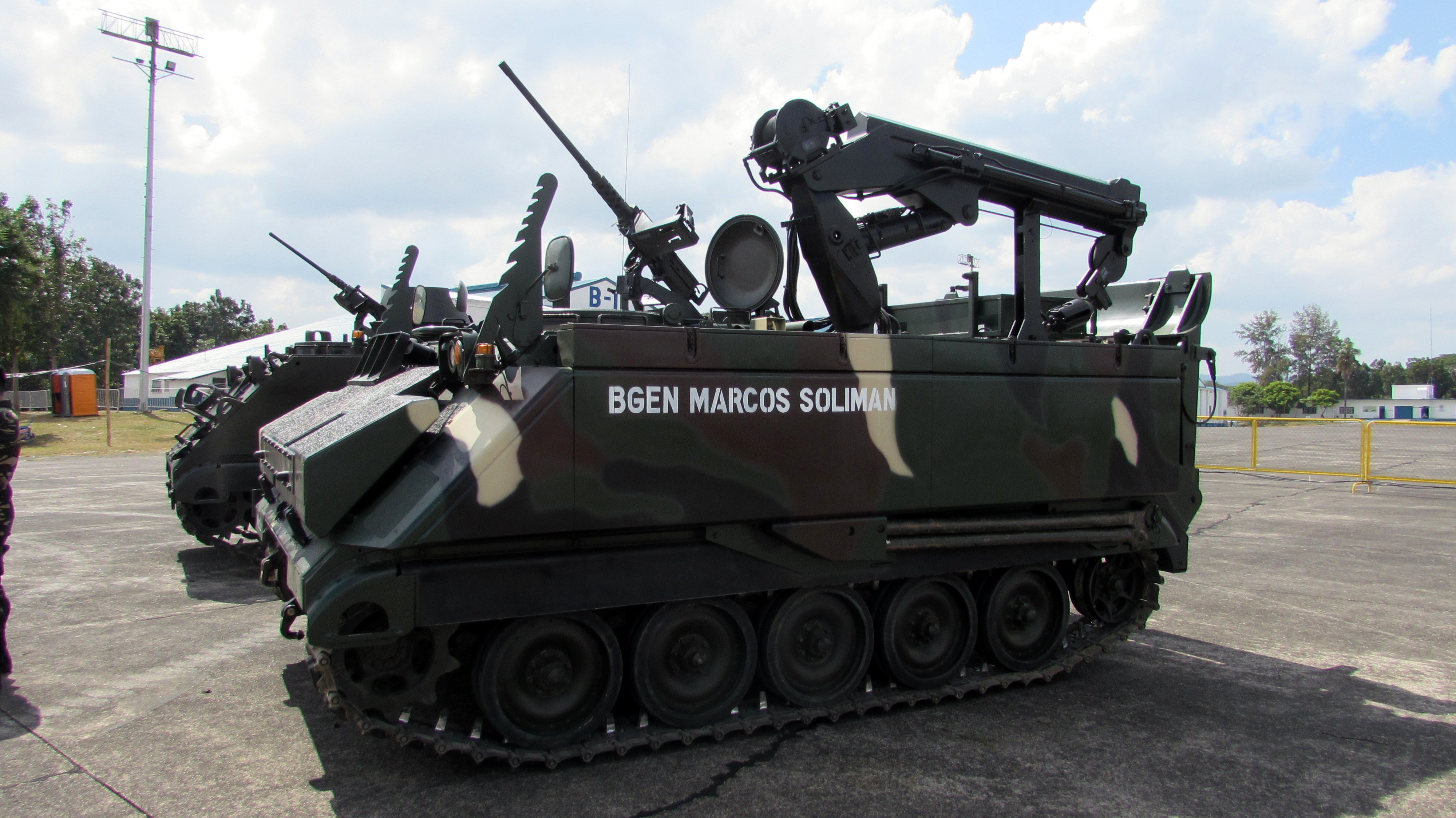
Veículo de Recuperação Blindado (ARV) M113 do Exército Filipino.

O Exército tem 5 brigadas de engenharia, responsáveis pelo suporte geral de engenharia, construção de instalações do exército e operações de contramobilidade.
- 51ª Brigada de Engenharia

- 525º Batalhão de Engenheiros de Combate "Mandirigtas"

- 564º Batalhão de Engenharia de Construção "Tagabuklod"

- 522º Batalhão de Engenharia de Construção "Central Luzon Builders"

- 548º Batalhão de Engenharia de Construção "Essayons"

- 513º Batalhão de Engenharia de Construção "Nasiglat"

- 514º Batalhão de Engenharia de Construção "Ang Gumagawa"

- 565º Batalhão de Engenharia de Construção "Bikol Builders"

- Companhia de Apoio de Engenheiros "Kaakibat"

- 52ª Brigada de Engenheiros

- 53ª Brigada de Engenheiros

- 54ª Brigada de Engenheiros "Sarangay"

- 545º Batalhão de Engenheiros "Peaceseeker"

- 547º Batalhão de Engenheiros "Agila"

- 549º Batalhão de Engenheiros "Kapayapaan"

- Companhia de Apoio de Engenheiros "Primemover"

- Companhia do Quartel-general "Provider"

- 55ª Brigada de Engenheiros "Mobilizer"

- 500º Batalhão de Engenheiros de Combate

- 551º Batalhão de Engenheiros

- 553º Batalhão de Engenheiros

- 554º Batalhão de Engenheiros

#### Unidade de aviação

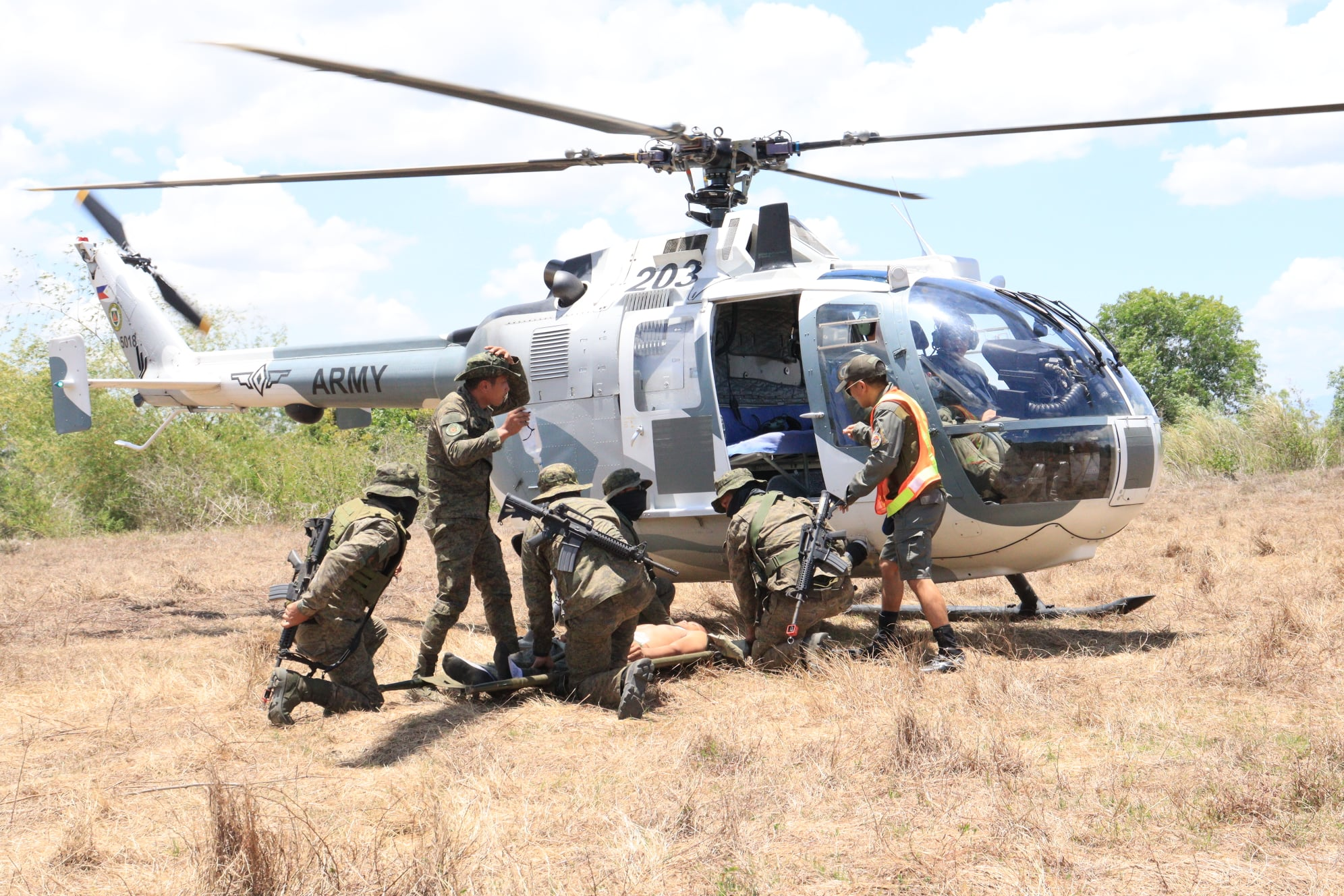
Helicóptero Bo-105M do Regimento de Aviação do Exército Filipino realizando treinamento de evacuação de vítimas (CASEVAC).

O Exército tem um regimento de aviação, que faz parte da Divisão de Blindados do Exército, responsável por operações de reconhecimento, como transporte aéreo e tarefas de evacuação médica. A unidade também está passando por atualizações significativas à medida que o Exército cumpre lentamente seus esforços de modernização e, em breve, será responsável pelo futuro apoio aéreo e por operações de transporte aprimoradas.
- Regimento de Aviação "Hiraya" (Parte da Divisão de Blindados)

#### Unidades de apoio ao combate

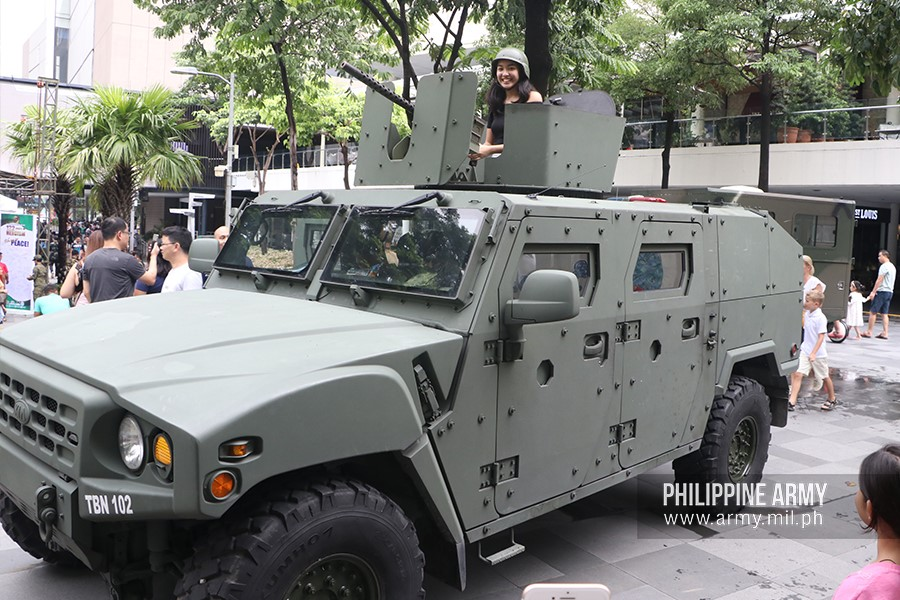
Veículo tático leve Kia Raycolt KLTV do Exército Filipino.

O Exército tem sete unidades de apoio ao combate, responsáveis pelas operações gerais de apoio, que incluem as comunicações, logística, inteligência, eliminação de material bélico, aplicação da lei, sinalização e operações de serviços.
- Regimento de Sinalização do Exército

- Regimento de Operações Civil-Militares

- 1ª Brigada de Apoio Logístico

- 191º Batalhão de Polícia Militar

- Regimento de Inteligência do Exército[33]

- Batalhão de Eliminação de Material Explosivo do Exército

- Batalhão de Serviço de Quartel-General (Tagapaglaan)

#### Unidades de suporte de serviço de combate

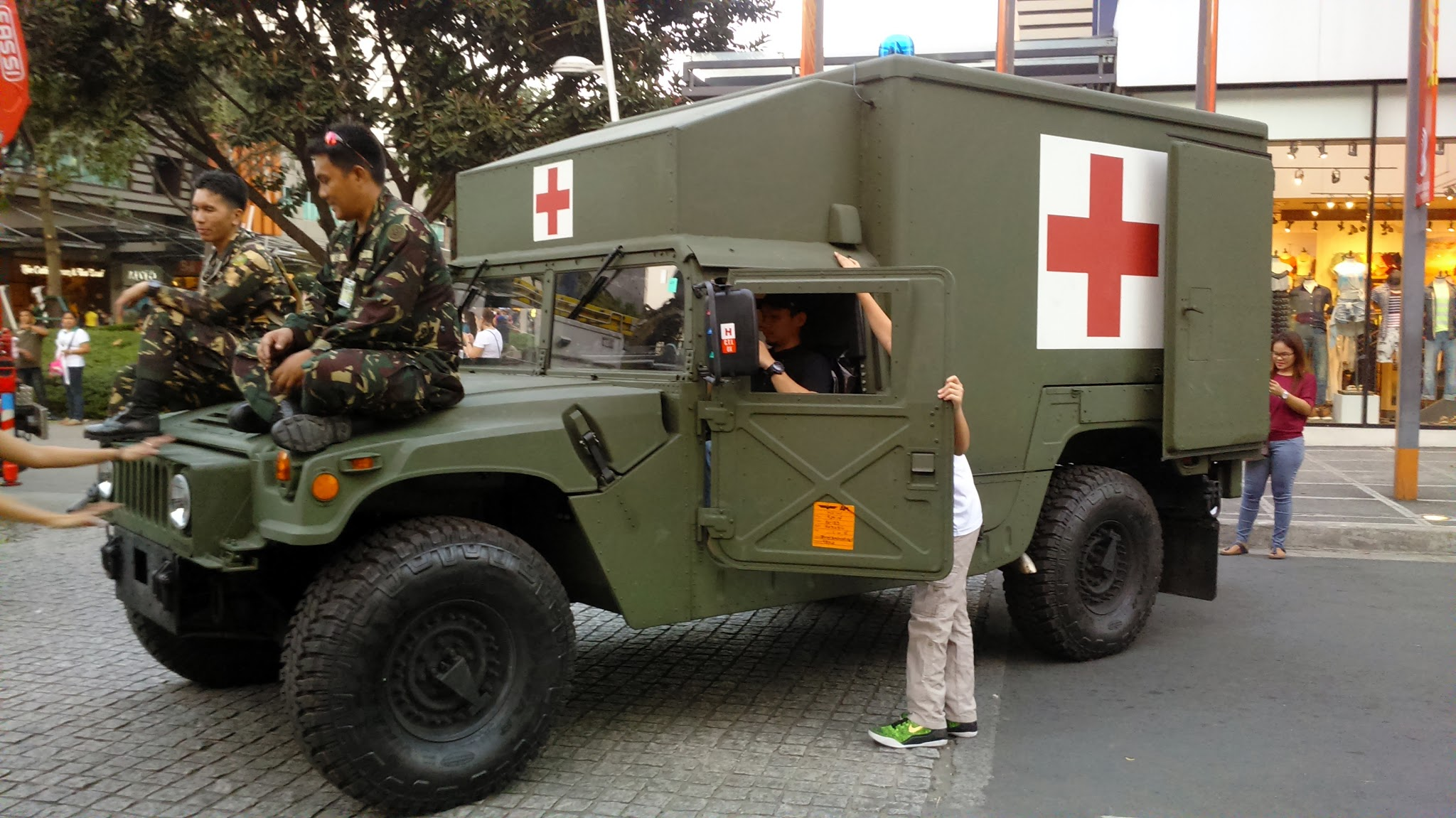
Ambulância HUMVEE do Exército Filipino exibida durante a exposição do 118º aniversário do Exército Filipino na Bonifacio Global City.

O Exército tem 14 unidades de apoio a serviços de combate, responsáveis pelo apoio organizacional geral, bem como por assuntos públicos, de informação e de direito militar; operações de segurança e escolta; e serviços médicos, odontológicos e religiosos.
- Centro Financeiro do Exército das Filipinas

- Banda do Exército das Filipinas (formalmente conhecida como Banda do Quartel-General do Exército Filipino)

- Corpo de Enfermeiros do Exército Filipino

- Corpo Médico do Exército Filipino

- Serviço Odontológico do Exército Filipino

- Batalhão de Segurança e Escolta do Exército Filipino

- Escritório de Relações Públicas do Exército Filipino

- Escola de Blindados (Kahusayan)

- Corpo Administrativo Médico do Exército Filipino

- Corpo de Veterinários do Exército Filipino

- Serviço do Juiz Advogado Geral

- Corpo de Professores

- Serviço de Capelania do Chefe do Exército

### Unidades das Forças de Operações Especiais

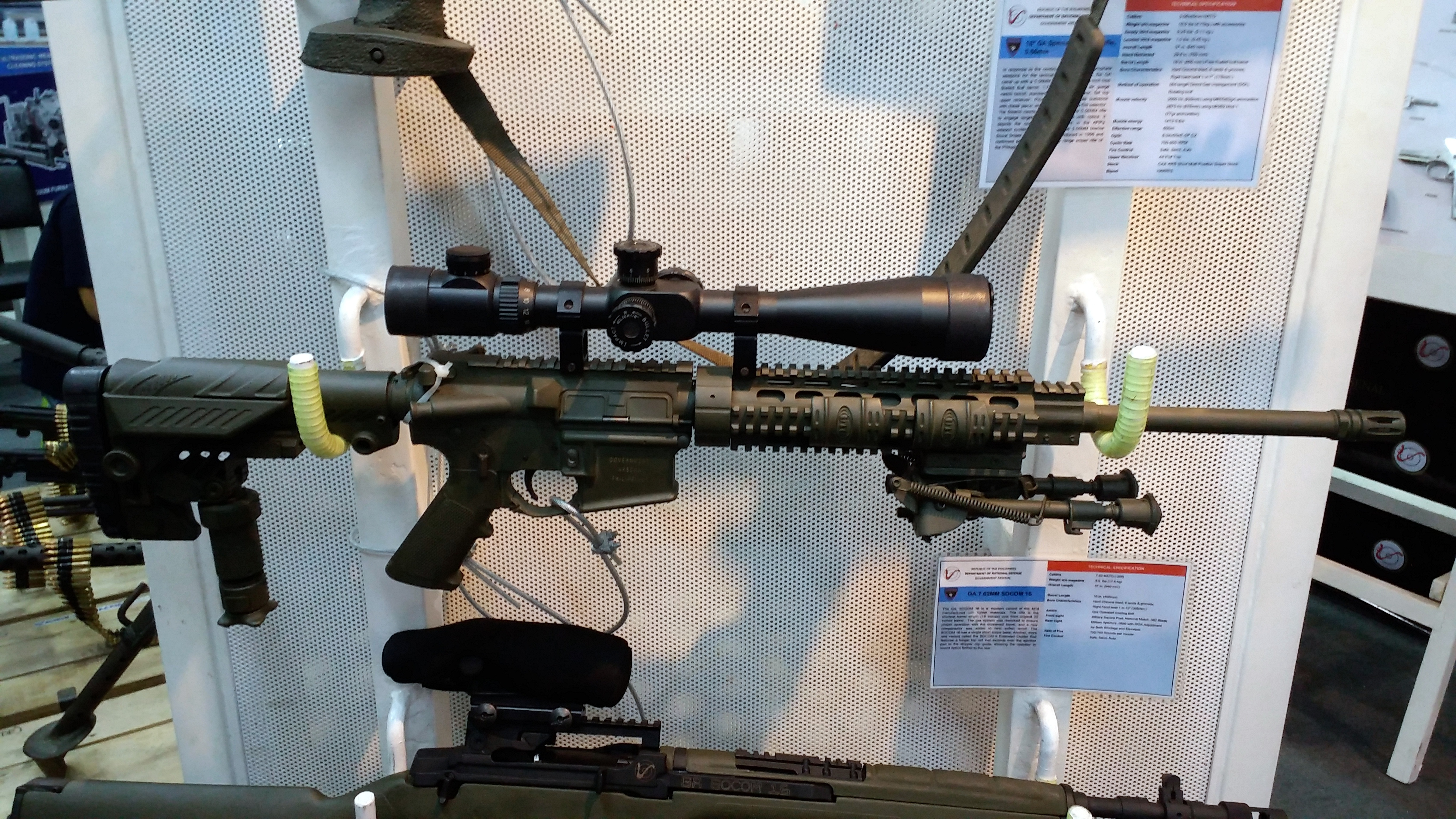
Rifle de atirador designado (DMR/SPR) da GA com um cano de 18".

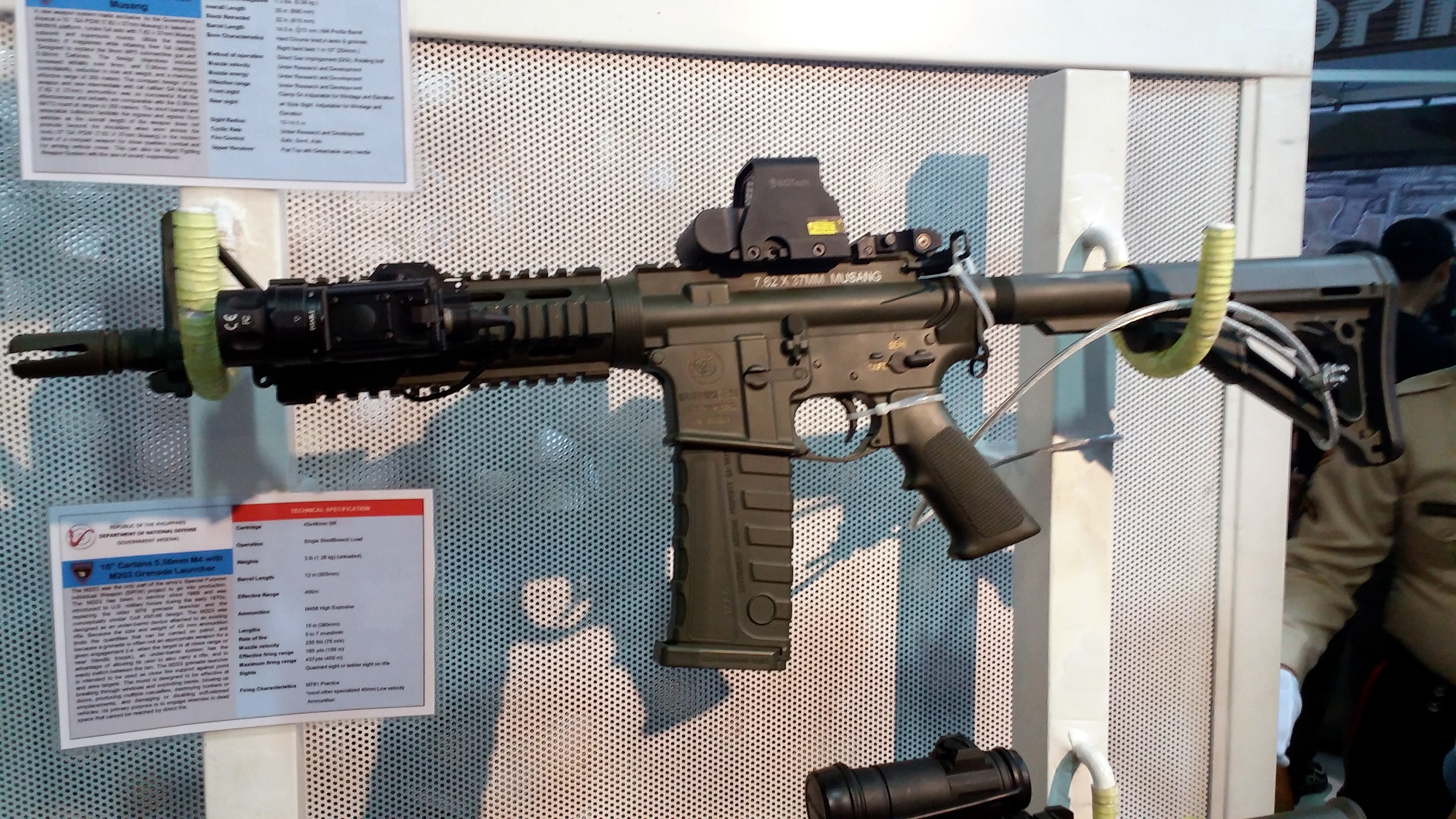
Arma de Defesa Pessoal (PDW) Musang da GA com um cano de 10" com câmara para disparar o projétil Musang de 7,62×37 mm.

O Exército Filipino tem três regimentos de operações especiais. Essas unidades se reportam diretamente ao Comando de Operações Especiais das Forças Armadas das Filipinas:
- 1º Regimento de Escoteiros Rangers

- Regimento de Forças Especiais

- Regimento de Reação Leve

## Bases militares
O Exército, sendo o ramo dominante das Forças Armadas das Filipinas, manteve um grande número de bases em todo o país em comparação com os outros ramos. Eles usaram essas bases para apoiar suas operações em todo o país.
| Lução                                          | Lução                                 |
| ---------------------------------------------- | ------------------------------------- |
| Campo Aguinaldo                                | Cidade Quezon                         |
| Campo Atienza                                  | Libis, Cidade Quezon                  |
| Forte Bonifacio                                | Taguig                                |
| Campo Melchor F. Dela Cruz                     | Upi, Gamu, Isabela                    |
| Forte Gen. Gregorio H. Del Pilar               | Baguio                                |
| Campo Lt. Tito Abat                            | Manaoag, Pangasinan                   |
| Forte Ramon Magsaysay                          | Nova Ecija                            |
| Campo Tinio                                    | Cabanatuan                            |
| Campo Servillano Aquino                        | Cidade de Tarlac                      |
| Campo O'Donnell                                | Santa Lucia, Capas, Tarlac            |
| Campo Tecson                                   | San Miguel, Bulacan                   |
| Campo Gen. Mateo M. Capinpin                   | Tanay, Rizal                          |
| Campo Gen. Mariano Riego De Dios               | Tanza, Cavite                         |
| Campo Alfredo Santos                           | Calauag, Quezon                       |
| Campo Guillermo Nakar                          | Lucena                                |
| Campo Elias Angeles                            | San Jose, Pili, Camarines Sur         |
| Campo Weene Martillana                         | San Jose, Pili, Camarines Sur         |
| Campo General Macario Sakay                    | Los Baños, Laguna                     |
| Campo General Simeon A. Ola                    | Legazpi, Albay                        |
| Vissaias                                       |                                       |
| Campo Lapu-Lapu                                | Lahug, Cebu                           |
| Campo Major Jesus M. Jizmundo                  | Libas, Banga, Aklan                   |
| Campo Gen. Macario G. Peralta, Jr.             | Jamindan, Capiz                       |
| Campo Gen. Adriano Hernandez                   | Dingle, Iloilo                        |
| Campo Monteclaro                               | Igtuba, Miagao, Iloilo                |
| Campo Tirambulo                                | McKinley, Guihulngan, Negros Oriental |
| Campo Leon Kilat                               | Tanjay, Negros Oriental               |
| Campo Ruperto Kangleon                         | Palo, Leyte                           |
| Campo Jorge Downes                             | Ormoc, Leyte                          |
| Campo Gen. Vicente Lukban                      | Catbalogan, Samar                     |
| Campo Martin Delgado                           | Cidade de Iloilo                      |
| Campo Francisco C. Fernandez Jr.               | Agan-an, Sibulan, Negros Oriental     |
| Mindanau                                       |                                       |
| Campo General Basilio Navarro                  | Zamboanga                             |
| Campo Panacan - Naval Station Felix Apolinario | Panacan, Cidade Davao                 |
| Campo Edilberto Evangelista                    | Patag, Cagaiã de Ouro                 |
| Kuta Major Cesar L. Sang-an                    | Pulacan, Labangan, Zamboanga do Sul   |
| Campo Colonel Oscar F. Natividad               | Manolo Fortich, Bukidnon              |
| Campo Osito D. Bahian                          | Malaybalay, Bukidnon                  |
| Campo Ranao                                    | Marawi                                |
| Campo Allere                                   | Salvador, Lanao do Norte              |
| Campo Duma Sinsuat                             | Barira, Maguindanao                   |
| Campo Brig. Gen. Gonzalo H. Siongco            | Datu Odin Sinsuat, Maguindanao        |
| Campo Robert Eduard M. Lucero                  | Nasapian, Carmen, Cotabato            |
| Campo Paulino Santos                           | Dado, Alamada, Cotabato               |
| Campo Brig. Gen. Hermenegildo Agaab            | Malandag, Malungon, Sarangani         |
| Campo Overton                                  | Suarez, Iligan                        |
| Campo Fermin G. Lira, Jr.                      | Bulaong Road, General Santos          |
| Torrey Barracks                                | Malabang, Lanao do Sul                |
| Campo Amai Pakpak                              | Marawi, Lanao do Sul                  |
| Campo Cabunbata                                | Cabunbata, Isabela, Basilan           |
| Campo General Manuel T. Yan Sr.                | Tuboran, Mawab, Davau de Ouro         |
| Campo San Gabriel                              | Mintal, Cidade Davao                  |
| Campo Arturo Enrile                            | Malagutay, Zamboanga                  |
| Campo Teodulfo Bautista                        | Busbus, Jolo, Sulu                    |
| Campo Romualdo C. Rubi                         | Bancasi, Butuan                       |
| Camp Datu Lipus Makapandong                    | Prosperidad, Agusan do Sul            |

## Equipamentos
O Exército Filipino tem usado os equipamentos existentes para cumprir sua missão, enquanto os projetos de modernização estão em andamento. A Lei da República nº 7898 declara a política do Estado de modernizar as forças armadas a um nível em que elas possam cumprir de forma eficaz e completa seu mandato constitucional de defender a soberania e preservar o patrimônio da república. A lei, conforme alterada, estabeleceu condições que devem ser atendidas quando o departamento de defesa adquire equipamentos e sistemas de armas importantes para o exército.